# 清水沙映
清水 沙映（しみず さえ、1984年2月23日 - ）は神奈川県出身のタレント、女優。Breath→有限会社バイ・ザ・ウェイ所属。
3年B組金八先生第5シリーズで元気溌剌な女子生徒、松岡敏江役を演じた。共演した生徒の一部と現在でも交流が続いている。

## 主な出演

### テレビドラマ
- 鬼ユリ校長、走る!（1994年、フジテレビ）- 遠藤祥子 役
- 3年B組金八先生（TBS） - 松岡敏江 役
  - 第5シリーズ（1999年-2000年）
  - スペシャル10「お前死んだらオレ泣くぞ・3B1年ぶり大集合」（2001年）
  - 第6シリーズ 第5話「踊れ!ソーラン節」（2001年）
  - 第7シリーズ 第5話「踊れ魂のソーラン」（2004年）
  - 3年B組金八先生ファイナル～「最後の贈る言葉」（2011年）
- R-17（2001年、テレビ朝日） - 長谷川有香 役
- こちら第三社会部（2001年、TBS）
- 夜盗里見浩太朗芸能生活50周年特別企画（2005年、TBS） - マリア 役
- 天使の梯子日曜洋画劇場・スペシャルドラマ（2006年、ANB） - アシスタント 役
- 泣かないと決めた日（2010年、フジテレビ）
- 絶対零度 ～未解決事件特命捜査～（2010年、フジテレビ）
- GOLD（2010年、フジテレビ）
- 名前をなくした女神 第2話（2011年、フジテレビ）
- 生まれる。 第2話（2011年、TBS） - 愛美の友人 役
- BOSS（2011年、フジテレビ）
- 蜜の味〜A Taste Of Honey〜 第6話（2011年、フジテレビ） - 石川 役
- 終着駅〜トワイライトエクスプレスの恋（2012年、TBS）
- ガリレオ 第9話（2013年、フジテレビ）

### 映画
- 死者の学園祭（2000年）
- しあわせ家族計画（2000年） - 森下久美 役
- WASABI（2002年）
- バトル・ロワイアルII 鎮魂歌（2003年） - 矢沢愛 役
- 輪舞曲 〜ロンド〜（2003年） - 高井美紀 役
- 嗤う伊右衛門（2004年） - お袖 役
- 神の左手悪魔の右手（2006年） - 不良高校生 役
- オトシモノ（2006年） - 女子高生 役
- ブラックエンペラーズ・レディース（2006年） - カーコ 役
- たべるきしない（2006年） - 親友みっちゃん 役
- 7s（2015年）

### Vシネマ
- トイレの花子さん 恐怖校舎（1997年） - 岡本寛子 役
- トイレの花子さん 消えた少女の秘密（1997年） - 岡本寛子 役
- 囁く怨霊（2001年）

### CM
- モスバーガー
- Vodafone
- ジャスコ
- エバラ食品工業
- 日本マクドナルド
- ソニー損保

### PV
- SOFFet「南の島へ行きましょう」（2003年）